# Демченко Григорій Васильович
Демченко Григорій Васильович (серб. Grigorije Demčenko; 5 березня 1869, Київ — 1958, Суботиця) — історик і теоретик права українського походження, учений-криміналіст і процесуаліст, видатний юрист, син Василя Демченка.

## Біографія
Вищу освіту здобув на юридичному факультеті Київського університету. За деякими даними, належав під час навчання до опозиційного гуртка «нових політиків». В університеті почав писати наукові роботи, після закінчення навчання з відзнакою був залишений при університеті для подальшої освіти. Вивчав право спочатку в Києві та Москві, потім під час подорожі в Західну Європу, де мав змогу слухати лекції в університетах та працювати в бібліотеках Берліна, Лейпцига, Відня, Парижа, Ліона та Лондона й особисто ознайомитися з практичними здобутками західноєвропейської юридичної системи. Захистив дисертацію в Харківському університеті. З 1907 року викладав карне право в Київському університеті. Автор численних робіт з теорії та історії права.
Батько громадського діяча Дмитра Демченка.
З 1920 року — на еміграції в Сербії (Югославії), викладав теорію права на юридичних факультетах у Белграді та Суботиці.

## Праці
- Уголовный суд как особая ветвь юстиции (1899)
- Притомные люди и копная сторона (1899)
- Судебный прецедент (1903)
- Наказание по Литовскому статуту (1894)
- Из истории судопроизводства в древней России